# آكل اللدائن
آكلات اللدائن/البلاسيتك (plastivore) هي كائنات حية قادرة على تحليل اللدائن (البلاستيك) واستقلابها.في حين يُعتقد عادةً أن البلاستيك غير قابل للتحلل البيولوجي، فقد وجد أن مجموعة متنوعة من البكتيريا والفطريات والحشرات تعمل على تحليله.

## التعريف
تعتبر الكائنات الحية التي تتغذى على اللدائن (البلاستيك) "كائنات حية تستخدم البلاستيك كمصدر أساسي للكربون والطاقة". وهذا لا يعني بالضرورة القدرة على تلبية جميع الاحتياجات البيولوجية من البلاستيك وحده. على سبيل المثال، تظهر ديدان الوجبة التي تتغذى على البلاستيك فقط زيادة ضئيلة في الوزن، على عكس ديدان الوجبة التي تتغذى على نظام غذائي عادي من النخالة. ويرجع هذا إلى افتقار البلاستيك إلى الماء والعناصر الغذائية اللازمة للنمو. لا تزال ديدان الوجبة التي تتغذى على البلاستيك قادرة على استخلاص الطاقة من نظامها الغذائي، لذلك فهي لا تفقد الوزن مثل ديدان الوجبة الجائعة.

## الآلية
بالنسبة لكل من البكتيريا والفطريات، فإن الخطوة الأولى هي التصاق الجراثيم بسطح البلاستيك من خلال التفاعلات الكارهة للماء.

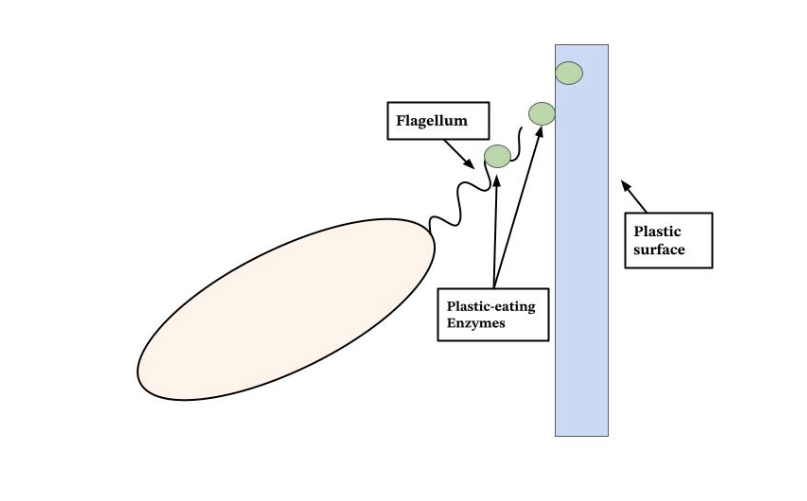
رسم تخطيطي يوضح كيفية استقلاب البكتيريا الإيديونيلا ساكايينسيس للبلاستيك.

عند زراعة البكتيريا على البلاستيك، فإنها تشكل أغشية حيوية على السطح كخطوة ثانية. باستخدام الإنزيمات، فإنها تزيد من خشونة السطح وتؤكسد البلاستيك. تشكل الأكسدة مجموعات مؤكسدة مثل مجموعات الكربونيل، التي تستخدمها البكتيريا للكربون والطاقة، وتحول أيضًا البلاستيك إلى جزيئات أصغر (إزالة البلمرة).
بالنسبة للفطريات، فإن الخطوة الثانية هي نمو الغزل الفطري (هياكل تشبه الجذور للفطريات، تتكون من خيوط فطرية تشبه الخيوط) على السطح، بينما الخطوة الثالثة هي إفراز الإنزيمات. تعمل كل من الإنزيمات وكذلك القوة الميكانيكية التي تنتجها الخيوط الفطرية على تحلل البلاستيك.
تحدث نفس الخطوات الأساسية للأكسدة وإزالة البوليمر في الحشرات آكلة البلاستيك. بالنسبة للحشرات، تلعب البكتيريا الموجودة في أمعائها دورًا في هضم البلاستيك. في ديدان الوجبة، يؤدي تثبيط هذه البكتيريا عن طريق إعطاء المضادات الحيوية إلى إزالة القدرة على هضم البوليسترين، ولكن لا يزال من الممكن هضم البولي إيثيلين منخفض الكثافة إلى حد ما. تلعب الحشرات نفسها أيضًا دورًا: يحتوي لعاب ديدان الشمع على إنزيمات تعمل على أكسدة البولي إيثيلين وإزالة بوليمره. 

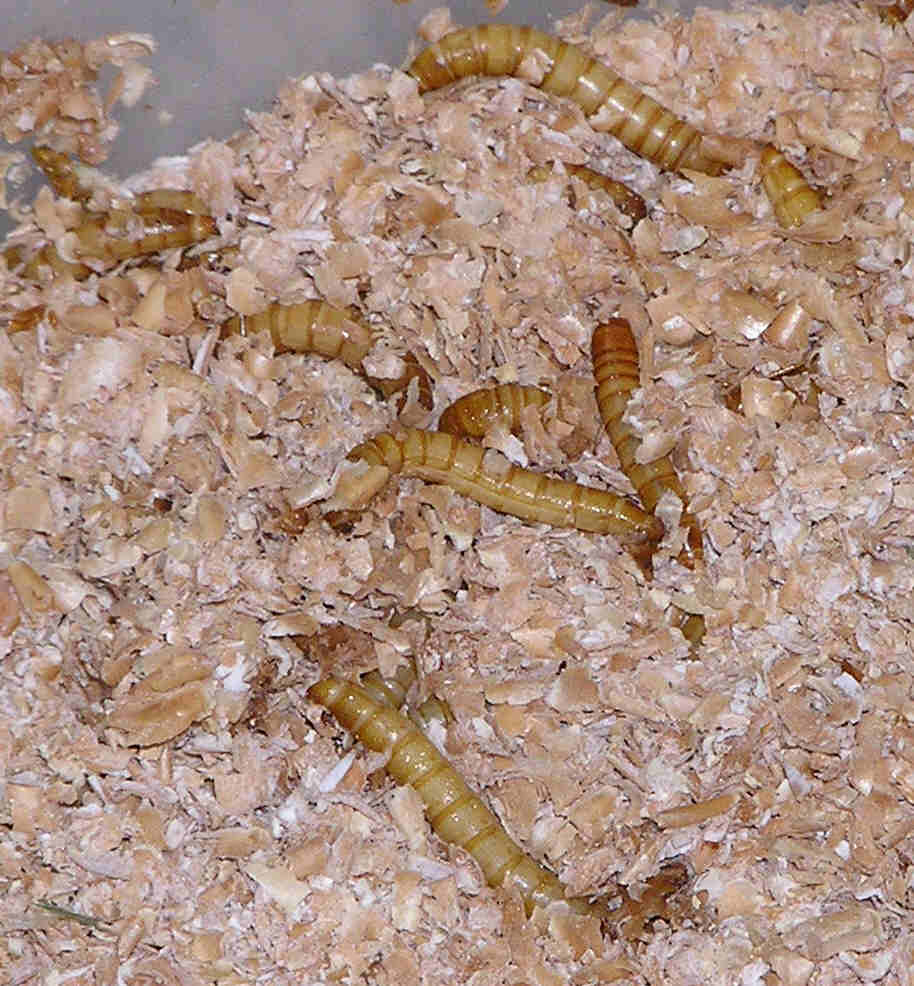
ديدان الوجبة، مثال على آكلات اللدائن.